# العفريت الدب
العفريت الدب هو مخلوق أسطوري أو نوع من الهوبوبلين، ومخلوقات أخرى من الفولكلور، والتي استخدمت تاريخيا في بعض الثقافات لتخويف الأطفال العصاة.

## بسط وعلل
اسمها مشتق من الكلمة الإنجليزية الوسطى «باقي» (شيء مخيف)، أو ربما الكلمة الويلزية القديمة بوق (روح شريرة أو عفريت)،  أو الأسكتلندية القديمة بوقل (عفريت)، وعلى الأرجح أيضًا الإنجليزية «بوقي مان» والإنجليزية الأمريكية «بق بو».
في إنجلترا في العصور الوسطى، تم تصوير العفريت الدب على أنها دب زاحف كان يختبئ في الغابة لتخويف الأطفال. تم وصفه بهذه الطريقة في كتاب العفريت الدب  ، وهو تكيف، مع إضافات.
في سياق حديث، قد يعني المصطلح العفريت الدب أيضًا غيظ الحيوانات الأليفة.